# Newinnomyssker Kanal

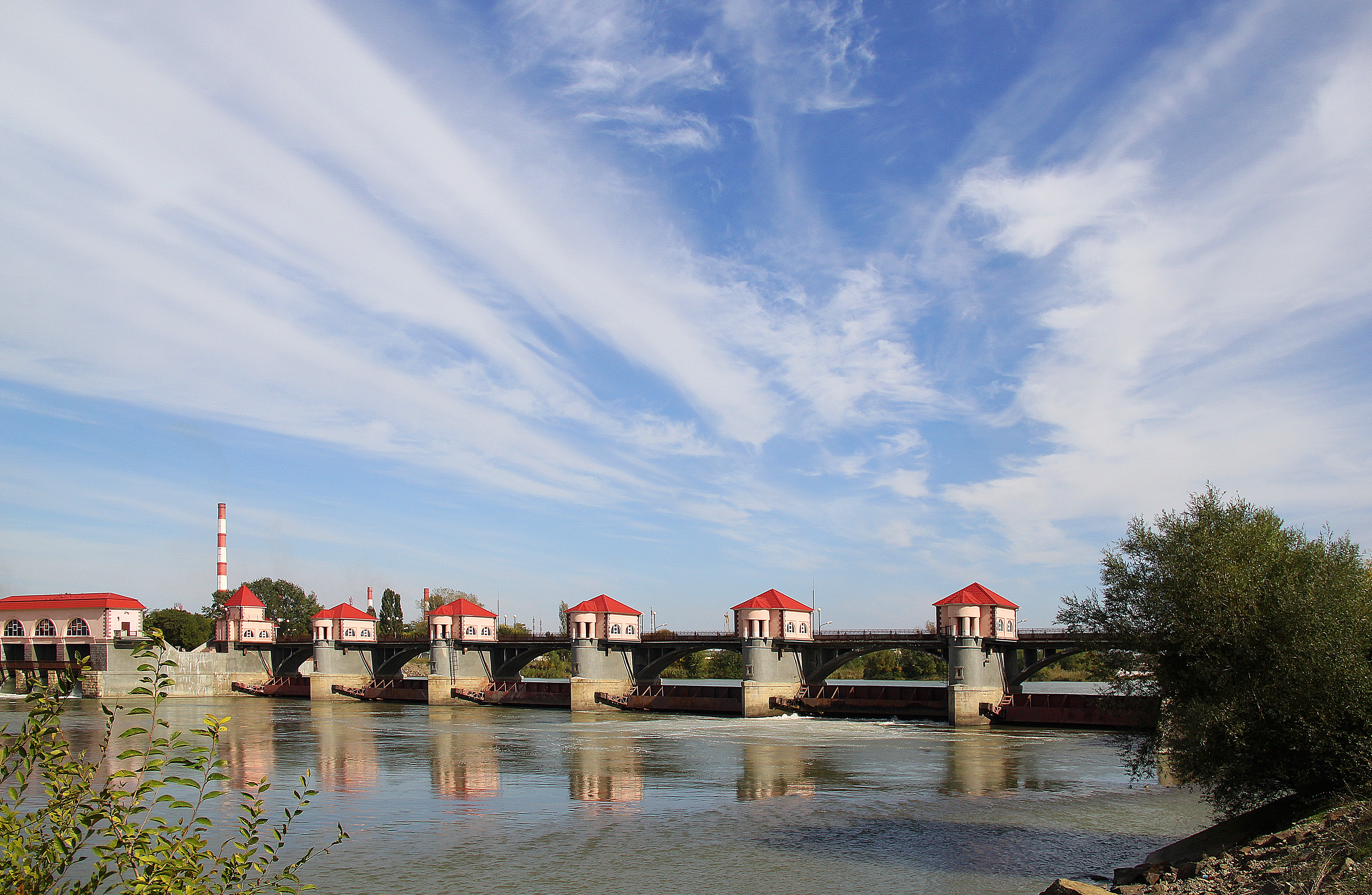
Sperrwerk am Kuban am Beginn des Newinnomyssker Kanals (2014)

Der Newinnomyssker Kanal (russisch Невинномы́сский кана́л/Newinnomysski kanal) ist ein Bewässerungskanal am Nordrand des Großen Kaukasus in der Region Stawropol (Russland). Er dient der teilweisen Umleitung des Wassers des Flusses Kuban in den früher wasserarmen Jegorlyk im Einzugsgebiet des Don und damit als Teil des Kuban-Jegorlyk-Kanalsystems der Bewässerung landwirtschaftlicher Nutzflächen im Westteil der Region Stawropol, im Norden der Region Krasnodar und im Südosten der Oblast Rostow.

## Verlauf
Der Kanal beginnt am nordwestlichen Rand der Großstadt Newinnomyssk am rechten Ufer des Flusses Kuban, an dem sich dort ein Sperrwerk bei etwa 310 m Höhe befindet (Lage). Er verläuft über 49,2 Kilometer in nordwestlicher Richtung, zunächst entlang der rechten Flanke des Kuban-Tals unterhalb des mehr als 800 Meter hohen Stawropoler Höhenzuges. Auf diesem Abschnitt wird dem Kanal Wasser zur Bewässerung der Flächen zwischen ihm und dem Kuban entnommen. Dabei kreuzt der um 30 Meter breite Kanal eine Reihe kleinerer rechter Kuban-Zuflüsse, darunter die Barsutschka, durch Düker oder über Kanalbrücken. Nach zwölf Kilometern treibt das Wasser des Kanals das kleine Swistucha-Wasserkraftwerk an (Swistuchinskaja GES, Leistung 11,8 MW, Lage).
Im weiteren Kanalverlauf wird der Nedremanny-Kamm des Stawropoler Höhenzuges, der die Wasserscheide zum Jegorlyk darstellt, vom Kanal durch einen etwa sechs Kilometer langen Tunnel, bestehend aus zwei nebeneinander verlaufenden Stollen, unterquert (Lage des Tunneleingangs, Lage des Tunnelausgangs). Nordwestlich der Bergkette teilt sich der Kanal nach wenigen Kilometern kurz vor seinem Ende. Ein Teil des Wassers wird dem Oberlauf des Jegorlyk zugeführt, der wenig später über ein künstliches Bett den früheren See und heutigen Stausee Sengilejewskoje speist. Ein linker Zweig des Kanals führt über etwa fünf Kilometer in den Jegorlyk unterhalb des Stausees. Dabei überwindet das Wasser den Höhenunterschied von 46,5 Metern hinab zum Flussspiegel auf gut 220 m Höhe durch Röhren und treibt die Turbinen des Sengilejewskoje-Wasserkraftwerkes an (Sengilejewskaja GES, Leistung 15 MW, Lage). Es wird heute, wie auch das Swistucha-Wasserkraftwerk, von der Filiale Kuban-Wasserkraftwerks-Kaskade (Kubanski kaskad GES) von RusHydro betrieben.
Die maximale Durchflussmenge beträgt 75 m³/s. 1991 wurde beschlossen, sie auf 135 m³/s zu erhöhen. 1985 betrug die vom Kanal bewässerte landwirtschaftliche Nutzfläche 130.000 Hektar.
Bei Newinnomyssk wird der Kanal von der entlang dem Kaukasus-Nordrand zur aserbaidschanischen Grenze führenden Fernstraße R217 sowie von deren in die Regionshauptstadt Stawropol führenden Zweig überquert, ebenso von der Hauptstrecke der Nordkaukasischen Eisenbahn Rostow am Don – Machatschkala – Aserbaidschan.

## Geschichte
Nachdem bereits 1918 erste Erkundungsarbeiten für den Bau eines Kuban-Jegorlyk-Kanals durchgeführt worden waren, die aber durch den Russischen Bürgerkrieg unterbrochen wurden, beschloss der Rat der Volkskommissare der Sowjetunion 1935 „zu Ehren des 15. Jahrestages des Sieges über die Weißen“, durch den Bau eines Kanals die Wasserversorgung des unter sommerlicher Trockenheit leidenden Kaukasusvorlandes zu verbessern.
Mit dem Bau des Newinnomyssker Kanals wurde 1936 begonnen. Er gehörte zu den großen sowjetischen Wasserbauprojekten der 1930er-Jahre und stellte den bedeutendsten Bewässerungskanal dieser Zeit neben dem Großen Ferghanakanal im usbekischen Ferghanatal dar. Dementsprechend wurde der Bau nach den sowjetischen Gepflogenheiten unter großem propagandistischen Aufwand als „Volksbauwerk“ (Wsenarodnaja stroika) betrieben. So wurden 1940 zur Beschleunigung des Baus „50.000 Werktätige des Stawropoler Gegend und der umliegenden Gebiete [eingesetzt, die] in 30 Tagen eine Arbeit bewältigten, für die ohne ihre Beteiligung noch zwei bis drei zusätzliche Jahre benötigt worden wären“. Die Eröffnung war für den 7. November 1941 geplant, den 27. Jahrestag der Oktoberrevolution.
Der Beginn des Deutsch-Sowjetischen Krieges unterbrach den Bau; das Gebiet wurde 1942 von der deutschen Wehrmacht besetzt, und fertiggestellte Einrichtungen des Kanals wurden beschädigt oder zerstört. Nach dem Zurückdrängen der deutschen Truppen durch die Rote Armee Anfang 1943 wurde der Kanalbau 1944 fortgesetzt. 1945 waren die Einrichtungen am Kanalkopf am Kuban fertig, 1947 der Tunnel durch den Stawropoler Höhenzug. Am 1. Juni 1948 wurde der Kanal übergeben. Bauleiter war Andrei Botschkin.
1948 wurde am 10. August auch das Swistucha-Wasserkraftwerk in Betrieb genommen. Dessen bereits installierte Ausrüstung war bei Kriegsbeginn wieder demontiert worden und überdauerte die Zeit deutschen Besatzung in einem Versteck. Das Sengilejewskoje-Wasserkraftwerk entstand ab 1949 und wurde bis 1954 fertiggestellt. In den Folgejahren wurde auch das hauptsächlich durch den Newinnomyssker Kanal gespeiste Bewässerungssystem am Jegorlyk ausgebaut. Als wichtigstes Bauwerk entstand zwischen 1949 und 1960 der Rechte Jegorlyk-Kanal zur Bewässerung des Gebietes zwischen Jegorlyk und dem Manytsch-Quellfluss Kalaus.
Anfang der 1980er-Jahre wurde der Kanal nach dem 1982 verstorbenen Politiker Michail Suslow benannt. Diese Bezeichnung setzte sich wegen der wenig später beginnenden Perestroika nicht durch und wurde kaum verwendet.